# Urzędy I Rzeczypospolitej
Urzędy I Rzeczypospolitej – w I Rzeczypospolitej wyróżniano w porządku starszeństwa:
- Urzędy senatorskie
- Urzędy centralne
- Urzędy ziemskie

Zaliczano też do urzędów i godności:
- Urzędy dworskie
- Urzędy wojskowe
- Urzędy grodzkie
- Urzędy sądowe
- Urzędy miejskie
- Urzędy wiejskie